# Rocío Ravest
Rocio Ravest es ex-panelista de Pollo en Conserva y dejó en Intrusos en la Televisión o Intrusos Prime. En 2009 participó en Encuentros Cercanos y Alfombra Roja.

## Programas de TV
- Intrusos en la Televisión (Red TV) (2007-2009)
- Pollo en Conserva (Red TV) (2007-2008)
- Así Somos (Red TV) (2007)
- Buenos pa'l web (Red TV) (2002)
- Zoom Deportivo (TVN) (1998-2002)
- Impacto deportivo (Red TV)
- Todos con Red (Red TV)

## Participaciones en TV
- Encuentros Cercanos (22 de mayo de 2009) - Ella misma
- Alfombra Roja (2 de junio de 2009) - Ella misma
- La Muralla Infernal (23 de junio de 2009) - Ella misma